# De Saint-Venant-elv

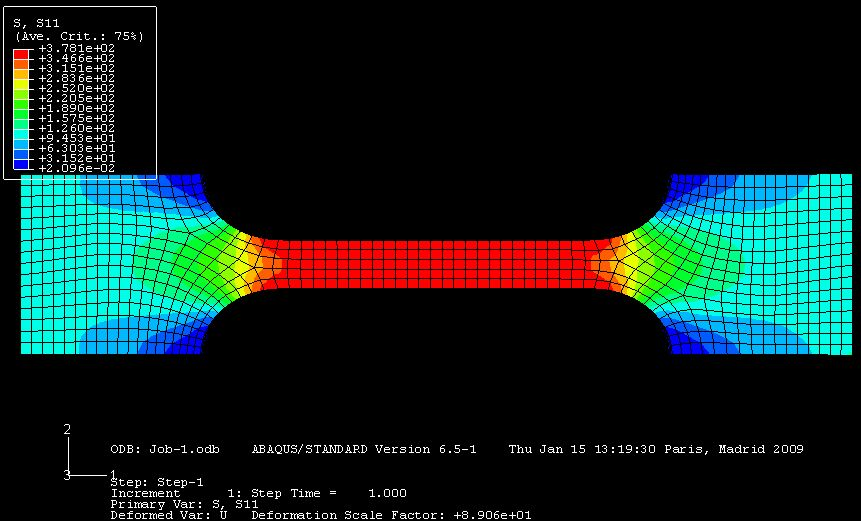
Húzott próbatest feszültségmegoszlása. A befogástól nem messze a feszültség már egyenletes

A de Saint-Venant-elv, melyet  Jean Claude Barré de Saint-Venant francia rugalmasságtannal foglalkozó fizikusról neveztek el, azt mondja ki, hogy "...a különbség két különböző, de statikailag azonos terhelés hatása között igen kicsi, ha elegendő nagy távolságra vizsgáljuk a terheléstől." Az eredeti állítást de Saint-Venant franciául publikálta 1855-ben. Bár az elv ezen megfogalmazását a mérnökök jól ismerik és régóta fel is használják, de szigorú matematikai igazolását csak az utóbbi években hajtották végre a rugalmasságtan parciális differenciálegyenletivel kapcsolatban. Az egyik első magyarázattal von Mises szolgált 1945-ben.
A de  Saint-Venant-elv lehetővé teszi, hogy a rugalmasságtani feladatok megoldásánál a bonyolult feszültségeloszlást vagy a nehezen kezelhető peremfeltételeket olyanokkal helyettesítsék, melyeket egyszerűbb megoldani, amennyiben a peremfeltételek hatása geometriailag rövid területre korlátozottak.